# Octavian (Sänger)
Octavian Rasinariu (* 1993) ist ein deutscher Sänger, Songwriter und Gitarrist. Er tritt als Künstler unter seinem Vornamen auf.

## Leben
Octavian verbrachte seine Jugend in Augsburg und war bereits als Teenager musikalisch aktiv. Er spielte in verschiedenen Bands Gitarre und sang. Er begann nach eigenen Aussagen mit 16 Jahren eigene Songs zu schreiben, der erste war ein Geburtstagslied für seinen damaligen Bassisten. Nach seiner Schulzeit studierte er Medien und Kommunikation, brach das Studium jedoch ab, um sich auf seine musikalische Karriere zu konzentrieren. Unter anderem war er Live-Gitarrist für Wincent Weiss und Julia Kautz. Als Produzent arbeitete er unter anderem mit Sebastian Metzner Rickards und Jan van der Toorn zusammen, außerdem schrieb er an dem Song Running für Sandro mit, mit dem dieser Zypern beim Eurovision Song Contest 2020 vertreten wollte. Dieser wurde jedoch wegen der COVID-19-Pandemie abgesagt.
Seine ersten Singles erschienen 2018 und bildeten zusammen eine EP. 2019 folgte So hell über El Cartel Music (Polydor). Im Anschluss entstanden Songs mit unter anderem Anstandslos & Durchgeknallt und Nicole Cross. 2022 wurde er von Better Now Records, das zur Universal Music Group gehört, unter Vertrag genommen und veröffentlichte dort am 28. Oktober 2022 seine Single Alex zusammen mit Crystal Rock und Marc Kiss. Im Anschluss spielt er im Vorprogramm von Mike Singer.
Zusammen mit Luca-Dante Spadafora und Niklas Dee erreichte er mit einem Techno-Remix des Songs Mädchen auf dem Pferd aus dem Film Bibi & Tina (2014) Platz eins der deutschen Charts. Das Lied wurde im Original von Peter Plate (Rosenstolz) und Ulf Leo Sommer geschrieben.

## Diskografie

### EPs
- 2021: Octa (Keine Faxen)

### Singles
- 2017: Teppich
- 2018: Alles ok
- 2018: Tag & Nacht
- 2018: Heim
- 2018: Dejavu
- 2019: Ich komme zurück
- 2019: Zaun um den Flieder
- 2019: So hell
- 2020: Thriller oder Romcom
- 2020: Geiler Mensch
- 2020: Leben lernen
- 2020: Wenn du alleine tanzt (mit Anstandslos & Durchgeknallt)
- 2020: Sans Souci
- 2021: Nur so tun (mit Nicole Cross)
- 2021: Schon auf dem Weg
- 2021: Hauseingang
- 2021: Einsam
- 2021: Nine to Five (mit Zombic & Felix Schorn)
- 2021: Laut (mit Hilla)
- 2021: Mondlicht (mit Monrath)
- 2022: Auto (mit Malin)
- 2022: Roller (mit Blue Man & 2Shy)
- 2022: Camouflage Cadillac (mit Ilven)
- 2022: Endless Love (mit Moodygee & Zero Sugar)
- 2022: Motel (mit Kim)
- 2022: Träume bleiben für immer
- 2022: Alex (mit Crystal Rock & Marc Kiss)
- 2022: Menage à trois (mit Elena Christensen)
- 2023: Kartenhaus
- 2023: Mädchen auf dem Pferd (mit Luca-Dante Spadafora und Niklas Dee)
- 2023: 3000 Meilen (mit Crystal Rock & Marc Kiss)

### Gastbeiträge
- 2021: Tomorrowland (OBS feat. Octavian)

## Auszeichnungen für Musikverkäufe
Anmerkung: Auszeichnungen in Ländern aus den Charttabellen bzw. Chartboxen sind in ebendiesen zu finden.
| Land/RegionAuszeichnungen für Musikverkäufe (Land/Region, Auszeichnungen, Verkäufe, Quellen) | Gold | Platin     | Verkäufe | Quellen           |
| -------------------------------------------------------------------------------------------- | ---- | ---------- | -------- | ----------------- |
| Deutschland (BVMI)                                                                           | —    | Platin1    | 600.000  | musikindustrie.de |
| Österreich (IFPI)                                                                            | —    | Platin1    | 30.000   | ifpi.at           |
| Schweiz (IFPI)                                                                               | —    | Platin1    | 20.000   | hitparade.ch      |
| Insgesamt                                                                                    | —    | 3× Platin3 |          |                   |